# Atid
Atid es una comuna ubicada en el distrito de Harghita, Rumania.

## Superficie
Cuenta con una superficie de 136,8 kilómetros cuadrados.

## Demografía
Hasta 2021 la población era de 2594 habitantes, con una densidad de población de 18,96 habitantes por kilómetro cuadrado.